# Bahnhof Heerhugowaard
Der  Bahnhof Heerhugowaard ist der Bahnhof von Heerhugowaard in den Niederlanden an der Bahnstrecke Amsterdam – Den Helder, die 1865 eröffnet wurde. 1898 wurde die nördlich des Bahnhofs abzweigende Verbindung nach Hoorn gebaut. Der heutige Bahnhof hat drei Gleise; es gibt ein Wartegebäude, welches 1989 entstand.

## Geschichte

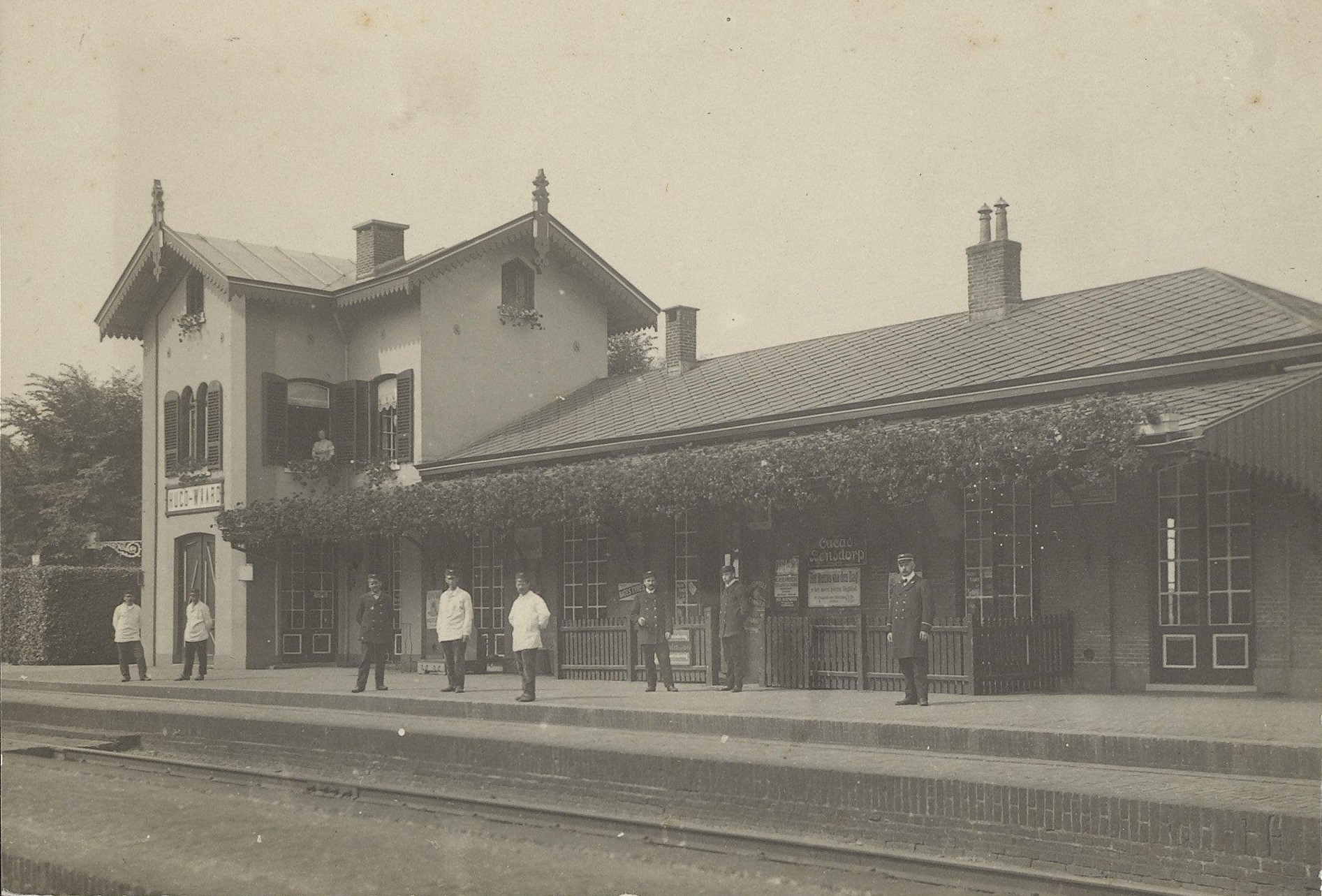
Bahnhofsgebäude Heerhugowaard, um 1880

Der Bahnhof wurde unter dem Namen Hugo-Waard zusammen mit der Strecke am 20. Dezember 1865 eröffnet. Das Bahnhofsgebäude wurde bereits 1862 errichtet und war ein Typenbau der Staatsspoorwegen für Bahnhöfe 5. Klasse. 1872 wurde der Bau erweitert. Im Oktober 1898 ging die Zweigstrecke nach Hoorn in Betrieb. Am 1. Mai 1912 wurde die Station in Heerhugowaard umbenannt, zwischen dem 9. Mai 1948 und dem 30. Ma 1948 hieß der Bahnhof Heerhugowaard-Broek op Langedijk. Das Empfangsgebäude aus dem Eröffnungszeitraum wurde 1967 abgerissen und durch einen Bau vom Typ Standard Douma des Architekten Cees Douma ersetzt. Im Jahr 1989 wurde ein neuer Bahnhof mit Warteraum erbaut. Der Architekt dieses Gebäudes war Rob Steenhuis.

## Züge
Im Jahresfahrplan 2022 verkehren folgende Linien am Bahnhof Heerhugowaard:
| Zugtyp    | Linienverlauf | Frequenz                                                                              |
| --------- | --- | ------------------------------------------------------------------------------------- |
| Intercity | Maastricht – Sittard – Roermond – Eindhoven Centraal – ’s-Hertogenbosch – Utrecht Centraal – Amsterdam Centraal – Alkmaar (– Heerhugowaard – Schagen – Den Helder) | halbstündlich (fährt nicht abends; fährt nur in der HVZ über Schagen nach Den Helder) |
| Intercity | Nijmegen – Arnhem Centraal – Ede-Wageningen – Utrecht Centraal – Amsterdam Centraal – Alkmaar – Heerhugowaard – Den Helder                                         | halbstündlich                                                                         |
| Sprinter  | Amsterdam Centraal – Haarlem – Alkmaar – Heerhugowaard – Hoorn | halbstündlich                                                                         |

## Busse
Am Bahnhof Heerhugowaard befindet sich eine kleine Bushaltestelle. Dort fahren Busse nach Bergen, Alkmaar, Broek op Langedijk, Ursem und Wieringerwerf. Die Busse werden durch die Firma Connexxion betrieben. 
| Linie | Route                                                                            | Besonderheiten       |
| ----- | -------------------------------------------------------------------------------- | -------------------- |
| 6     | Bergen, Plein – Alkmaar Hogeschool – Alkmaar Station – Heerhugowaard Reigersdaal |                      |
| 7     | Alkmaar, Station – Heerhugowaard Reigersdaal                                     |                      |
| 130   | Alkmaar Station – Heerhugowaard – Wieringerwerf - Kreileroord                    | fährt nur in der HVZ |
| 161   | Broek op Langedijk – Heerhugowaard – Ursem                                       |                      |